# Баранов, Александр Алексеевич
Александр Алексеевич Баранов (1928—2003, город Москва) — советский государственный и комсомольский деятель, журналист, главный редактор газеты «Социалистическая индустрия». Член Центральной Ревизионной комиссии КПСС в 1986—1990 годах. Доктор экономических наук (1980), профессор (1984).

## Биография
Трудовую деятельность начал в 1947 году старшим пионервожатым в школе.
В 1949—1953 годах — секретарь комитета ВЛКСМ треста «Ленжилстрой», инструктор, 2-й секретарь, 1-й секретарь Кировского районного комитета ВЛКСМ города Ленинграда.
В 1950 году окончил Ленинградский государственный педагогический институт имени Герцена.
Член ВКП(б) с 1951 года.
С 1953 года — секретарь Ленинградского областного комитета ВЛКСМ.
В 1960 году окончил Академию общественных наук при ЦК КПСС.
В 1960—1961 годах — руководитель лекторской группы Ленинградского городского комитета КПСС.
В 1961—1963 годах — инструктор отдела пропаганды и агитации ЦК КПСС по союзным республикам.
В 1963—1971 годах — помощник секретаря ЦК КПСС Михаила Соломенцева.
В 1971—1972 годах — помощник председателя Совета Министров РСФСР Михаила Соломенцева . В 1972—1986 годах — заведующий секретариатом председателя Совета Министров РСФСР Михаила Соломенцева.
В 1986—1990 годах — главный редактор газеты «Социалистическая индустрия».
С 1990 года — персональный пенсионер в Москве.
Умер в 2003 году. Похоронен в Москве на Новодевичьем кладбище.

## Награды и звания
- два ордена Трудового Красного Знамени
- прочие ордена
- медали